# Čandrasekara Venkata Raman
Sir Čandrasekara Venkata Raman (izvirno tamilsko சந்திரசேகர வேங்கட ராமன்), indijski fizik, * 7. november 1888, Tiručirapali, Tamil Nadu, Britanska Indija (sedaj Indija), † 21. november 1970, Bangalore, Karnataka, Indija.
Raman je leta 1930 prejel Nobelovo nagrado za fiziko »za delo o sipanju svetlobe in za odkritje Ramanovega pojava.« Po njem se imenuje ramanska spektroskopija.